# Acadèmia Britànica
L'Acadèmia Britànica és l'acadèmia nacional d'humanitats i ciències socials del Regne Unit. Va ser establerta per un estatut reial el 1902 i hi pertanyen més de 800 membres. L'Acadèmia és un organisme independent que s'autogoverna.
Ser elegit com a membre de l'Acadèmia Britànica suposa el reconeixement d'una alta distinció acadèmica en alguna de les branques d'humanitats o ciències socials, evidenciada per obres publicades. Els membres (Fellows) poden utilitzar en les cartes les sigles FBA darrere dels seus noms.
L'Acadèmia declara tenir els següents objectius:
- Representar els interessos dels erudits nacionalment i internacionacionalment;
- Donar reconeixement a l'excel·lència;
- Promoure i donar suport a l'avenç de la investigació;
- Contribuir a la col·laboració i l'intercanvi internacionals;
- Promoure l'enteniment públic de la investigació, i
- Publicar els resultats de la investigació;

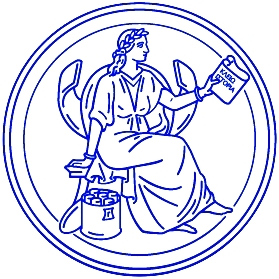
La Reial Acadèmia Britànica de segell representa la musa grega Clio.

## Presidents de l'Acadèmia Britànica, 1902-present
- El Lord Reay 1902-1907
- Sir Edward Maunde Thompson 1907-1909
- Samuel Butcher 1909-1910
- Sir Adolphus Ward 1911-1913
- The Viscount Bryce 1913-1917
- Frederic G. Kenyon 1917-1921
- Arthur Balfour 1921-1928
- H. A. L. Fisher 1928-1932
- John William Mackail 1932-1936
- David Ross 1936-1940
- John Clapham 1940-1946
- Idris Bell 1946-1950
- Charles Kingsley Webster 1950-1954
- George Norman Clark 1954-1958
- Maurice Bowra 1958-1962
- Lionel Robbins 1962-1967
- Kenneth Clinton Whearee 1967-1971
- Denys Lionel Page 1971-1974
- Isaiah Berlin 1974-1978
- Kenneth Dover 1978-1981
- Owen Chadwick 1981-1985
- Randolph Quirk 1985-1989
- Anthony Kenny 1989-1993
- Keith Thomas 1993-1997
- Tony Wrigley 1997-2001
- Garry Runciman 2001-2004
- Onora O'Neill 2005 -